# リチャード・ヴァリック
リチャード・ヴァリック (Richard Varick、1753年3月15日 - 1831年7月30日)はアメリカの弁護士、政治家。バーゲン郡ハッケンサックで生まれ、ハドソン郡ジャージーシティで死亡した。

## 略歴

### アメリカ独立戦争
アメリカ合衆国の独立開戦の頃、キングスカレッジ(現コロンビア大学)で法律を学んでいた。研究を中断し、民兵大尉になった。1775年6月28日、第一ニューヨーク連隊大尉に任命された。 サラトガの戦い後までフィリップ・スカイラーの下で様々な役職に就き、 ウェストポイントの監察長官となった。
ウェストポイントで、ベネディクト・アーノルドの補佐官となった。 しかし、アーノルドはアメリカを裏切り、イギリス側についた。 この後、ジョージ・ワシントンの個人秘書となり、終戦を迎えた。

### 戦後
ニューヨーク州記録官(1784 - 1789)、ニューヨーク州司法長官(1788 - 1789)、ニューヨーク市長(1789 - 1801)を務めた。サミュエル·ジョーンズと共にニューヨークの法を標準化(1788)を行った。ニューヨーク州議会議員(マンハッタン、1786 - 1788)、ニューヨーク州議会議長(1787、1788)、州民兵大佐を務めた。

### その後
また銀行の役員を務めていた。アメリカ聖書協会の創設者、会長、シンシナティ協会会員、 ニューヨーク支部会長(死まで)を務めた。また、ニューヨーク市の多くの慈善団体のメンバーで多大な貢献をした。
妻マリア·ルーズベルトとの間に子供はいなかった。妻や親戚に財産を残した。ハッケンサックの第1オランダ改革派教会墓地に埋葬された。

### 遺産
ヴァリックとヴァリック・ストリート (ここに土地を所有していた)は彼の名を冠している。